# Niedermuschütz
Niedermuschütz ist ein Ortsteil der sächsischen Gemeinde Diera-Zehren im Landkreis Meißen. Er wurde am 1. November 1935 nach Zehren eingemeindet, mit dem der Ort am 1. Januar 1999 zur Gemeinde Diera-Zehren kam.

## Geographie

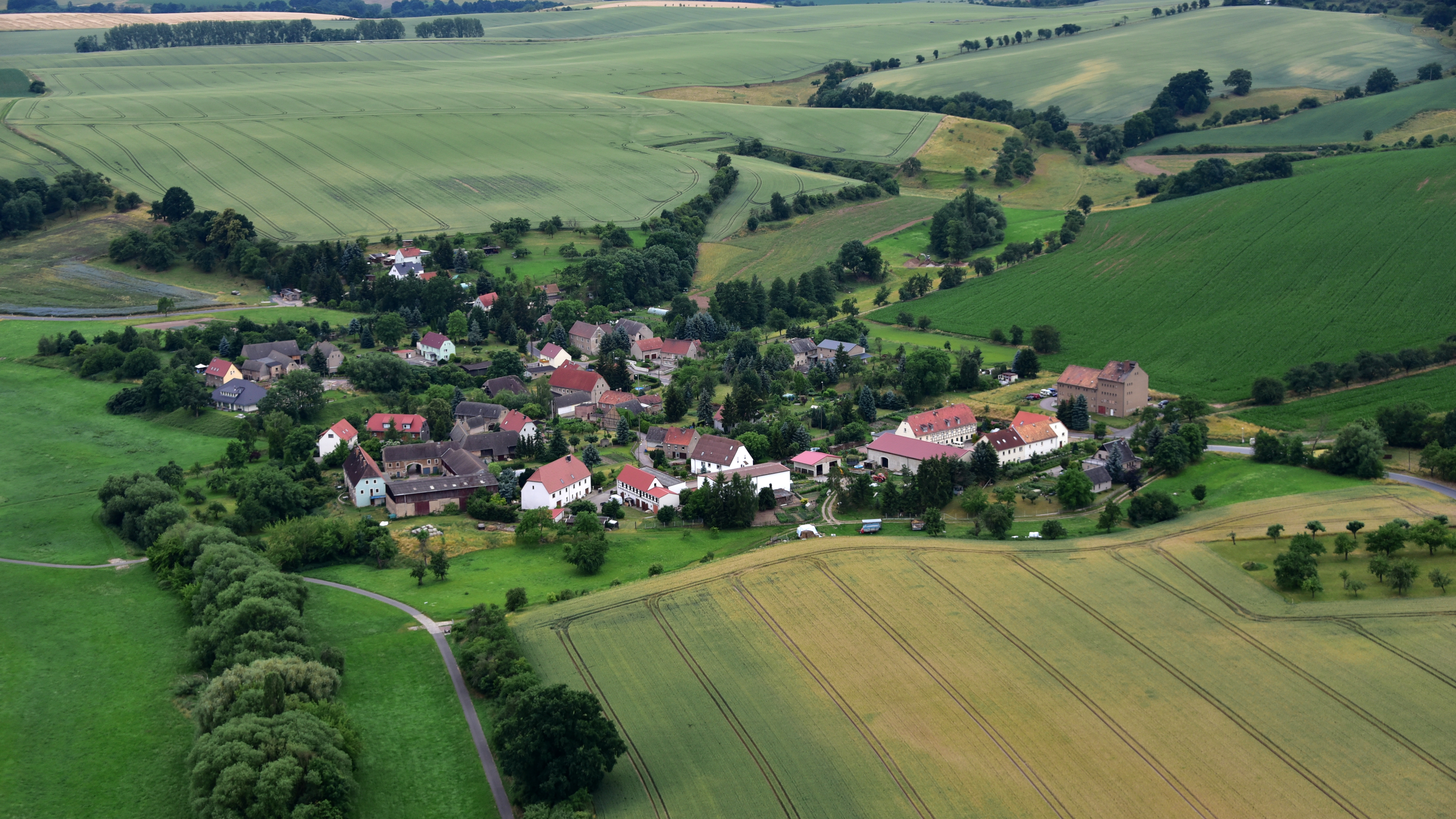
Niedermuschütz, Luftaufnahme (2017)

### Geographische Lage und Verkehr
Niedermuschütz liegt in der Lommatzscher Pflege, links der Elbe am Niedermuschützer Wasser (Widderbach). Durch den Ort führt die Kreisstraße 8071, der Ort Zehren ist etwa zwei Kilometer von Niedermuschütz entfernt. In der Nähe befindet sich der Eckardsberg. Der Elberadweg führt an Niedermuschütz vorbei.

### Nachbarorte
|              | Naundorf                                    | Hebelei mit Göhrisch |
| Obermuschütz | Kompassrose, die auf Nachbargemeinden zeigt | Nieschütz            |
|              | Zehren                                      | Kleinzadel           |

## Geschichte
Im Jahr 1180 wurde ein Herrensitz erwähnt, dessen Inhaber ein Rodegerus de Moskewiz war. Später entwickelte sich daraus ein Vorwerk, welches vermutlich nur kurze Zeit existierte.
Das Sackgassendorf auf Block- und Streifenflur Niedermuschütz wurde um 1334 als Muchswicz inferius bezeichnet, in Unterscheidung zum Nachbarort Obermuschütz. Niedermuschütz war von 1547 bis ins 19. Jahrhundert als Amtsdorf zum kursächsischen bzw. königlich-sächsischen Erbamt Meißen gehörig. Bei den im 19. Jahrhundert im Königreich Sachsen durchgeführten Verwaltungsreformen wurden die Ämter aufgelöst. Dadurch kam Niedermuschütz im Jahr 1856 unter die Verwaltung des Gerichtsamts Meißen und 1875 an die neu gegründete Amtshauptmannschaft Meißen. Im Jahr 1900 betrug die Größe der Gemarkung 259 Hektar. Der Ort war nach Zehren gepfarrt und gehört heute zur dortigen Kirchgemeinde. Von 210 Einwohnern im Jahr 1925 waren 207 evangelisch-lutherisch und einer katholisch.
Am 1. November 1935 wurde Niedermuschütz nach Zehren eingemeindet. Durch die Kreisreform 1952 wurde der Ort Teil des aus der Amtshauptmannschaft gebildeten Kreises Meißen, der sich in der Nachwendezeit mehrmals vergrößerte. Diera und Zehren schlossen sich zum 1. Januar 1999 zu Diera-Zehren zusammen, seitdem ist Niedermuschütz ein Ortsteil dieser Gemeinde.

### Entwicklung der Einwohnerzahl
| Jahr | Einwohnerzahl                           |
| ---- | --------------------------------------- |
| 1551 | 16 besessene Mann, 16 Inwohner          |
| 1764 | 18 besessene Mann, 1 Gärtner, 8 Häusler |
| 1834 | 207                                     |
| 1871 | 227                                     |
| 1890 | 231                                     |
| 1910 | 225                                     |
| 1925 | 210                                     |
| 2011 | 123                                     |
| 2019 | 97                                      |